# Latopis

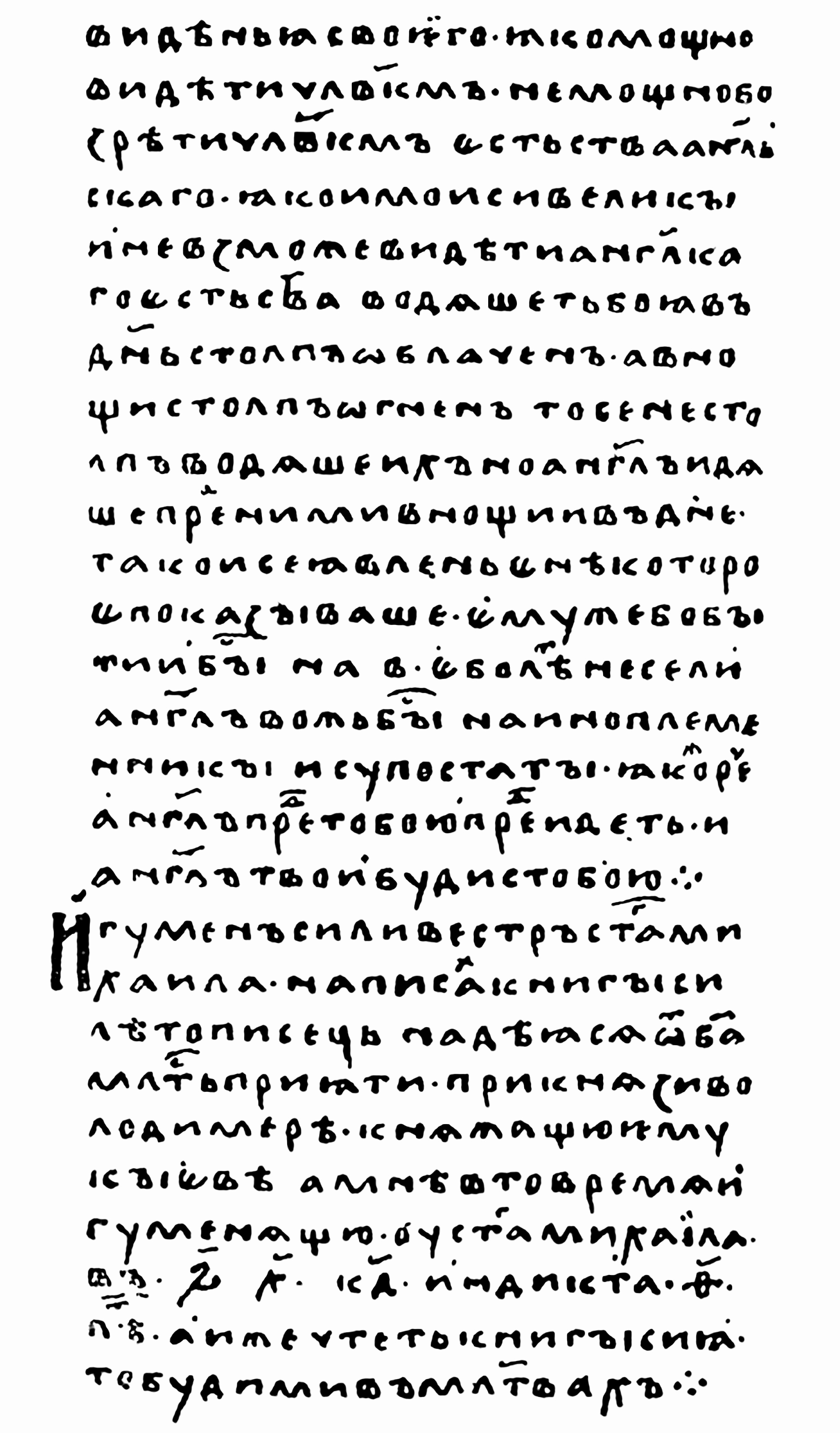
Strona latopisu, pochodząca z Kroniki Ławrentjewskiej

Latopis (ukr. літопис, ros. летопись lub летописец, biał. летапіс) – średniowieczna księga dziejopisarska, ruski odpowiednik zachodnioeuropejskich kronik i annałów (roczników). Nazwa nawiązuje do narracji, która była prowadzona w ujęciu rocznym, a historia wydarzeń każdego roku, zwykle zaczynała się od słów „в лето”/„w roku”. 
Latopisy miały zwykle charakter kompilacyjny, tzn. korzystały zarówno z podań i legend, jak też z ksiąg wcześniejszych dziejopisów i innych dokumentów. Utwór o takiej złożonej, wielowarstwowej strukturze, którego autorstwo trudno przypisać jednemu autorowi określany jest w terminologii naukowej jako zwód. U podstaw powstawania pierwszych latopisów leżą dworskie i klasztorne notatki, prowadzone na bieżąco prawdopodobnie już w X w.
Latopisy powstawały na dworach książęcych i w klasztorach (szczególną rolę odegrała tu słynna Ławra Kijowsko-Peczerska). Do najbardziej znanych latopisów należą m.in. Powieść minionych lat, Latopis Ipatijewski, Latopis popa Duklanina, Latopis kijowski. Stanowią one najważniejsze źródła do historii Rusi, ale zawierają też wiadomości o krajach ościennych, w tym o Polsce.